# Greve Ory

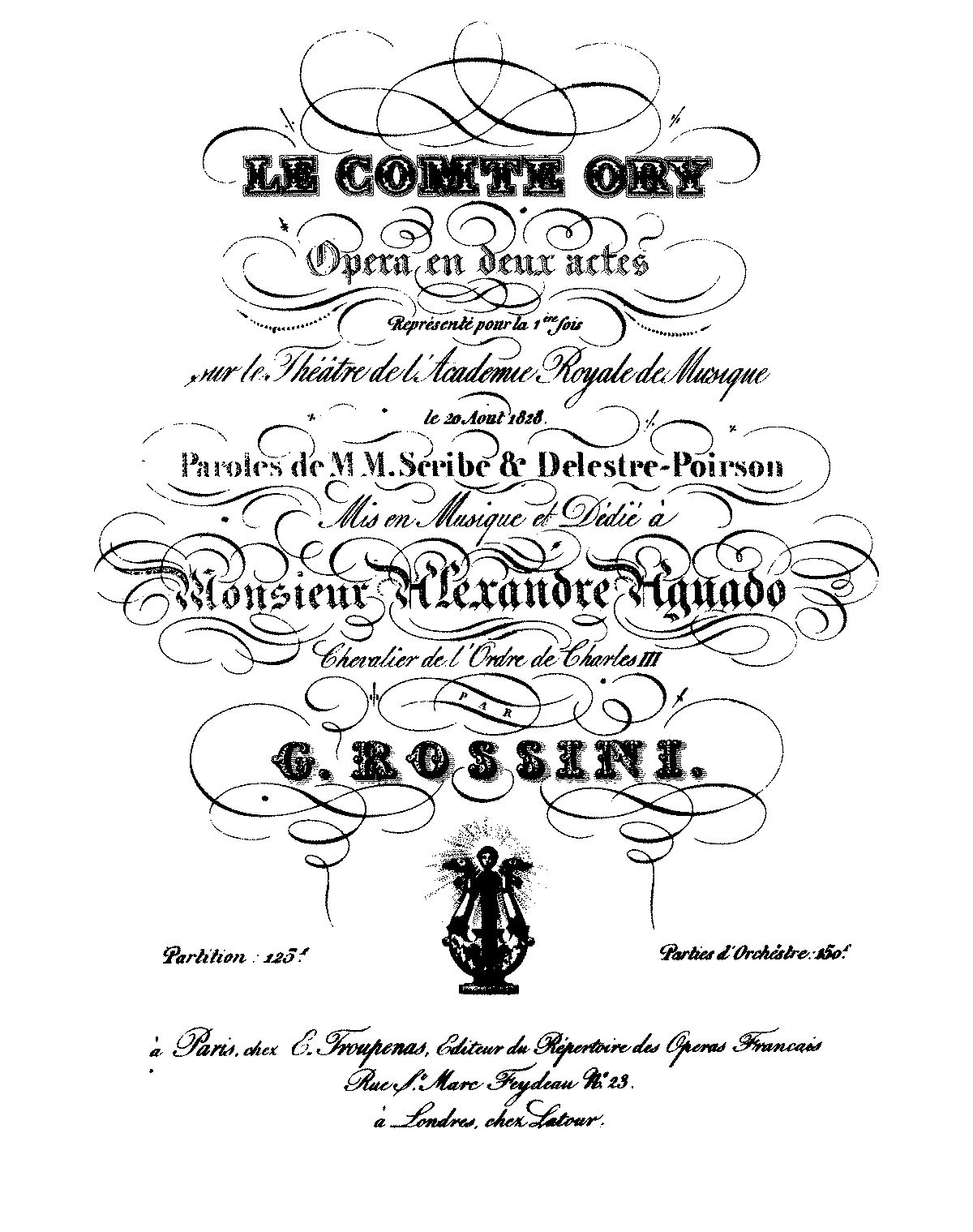
Librettots titelsida, Paris 1828.

Greve Ory (Le Comte Ory) är en opéra comique med musik av Gioacchino Rossini. Det franska librettot skrevs av Eugène Scribe och Charles-Gaspard Delestre-Poirson och var en vidareutveckling av en pjäs duon skrev redan 1817.

## Historia
Rossini hade inte skrivit en komisk opera sedan Askungen 1817, då han fick erbjudande om flera texter av Scribe, bland dem enaktsvaudevillen Le Comte Ory som var byggd på en fransk medeltidsballad. Scribe skrev en helt ny första akt och gav Rossini möjlighet att använda fyra nummer ur Resan till Reims. Scribe var emellertid själv så missnöjd med sitt libretto att han föredrog att vara anonym.
Greve Ory hade premiär den 20 augusti 1828 i Salle Le Peletier, då hem för Parisoperan. Den sjöngs i London årets efter, i New Orleans 1830 och i New York 1831. I Sverige sattes operan upp den 24 november 1967 på Stora Teatern, Göteborg. År 2011 kom en ny uppsättning på Metropolitan Opera i New York, med bland andra den svenska sopranen Susanne Resmark i en av rollerna. Sedan dess har intresset för stycket ökat i Sverige och Malmö Opera satte upp Greve Ory hösten 2014 med bland annat Erika Miklósa i en av rollerna.
Operan går under beteckningen "komisk opera" (opéra comique) men sattes inte på den sedvanliga scenen för den genren, Opéra-Comique, utan på den mer seriösa Parisoperans scen. Emedan en typisk opéra comique består av relativt korta, lyriska nummer och talad dialog är Greve Ory uppbyggd av intrikata musikformer sammanflätade av accompagnato-recitativ (recitativ till orkesterackompanjemang). Trots att flera av numren är i italiensk form var accompagnato-recitativ i strid med den italienska användandet av secco-recitativ (recitativ till cembalo). Vidare saknas de sedvanliga buffarollerna.

## Roller
- Greve Ory (tenor)
- Grevinnan Adèle (koloratursopran)
- Isolier, page (mezzosopran)
- Raimbaud (baryton)
- Läraren (bas)
- Ragonde (mezzosopran)
- Alice (sopran)
- Fyra riddare (tenorer och barytoner)

## Handling
Akt I
Greve Fourmoutiers syster Adèle har lovat att inte umgås med män medan brodern är på korståg. Den unge greve Ory har rymt från sin lärare för att förklädd till eremit få tillträde till slottet tillsammans med sin vän Raimbaud. Ory har fått veta att hans page Isolier också är intresserad av den vackra Adèle och att denne ämnar ta sig in till henne förklädd till nunna, och han beslutar att själv begagna sig av detta knep. Han lyckas övertyga Adèle, som söker råd hos "eremiten", om att hon bör förälska sig men samtidigt varnar han henne för Isolier. Då Ory försöker följa med Adèle in i slottet blir han avslöjad av sin lärare, och samtidigt får Adèle bud om att hennes bror är på hemväg. Ory måste agera snabbt om han skall komma på något nytt sätt att nå sitt mål.
Akt II
Under ett oväder söker en skara nunnor, som säger sig vara på flykt undan greve Ory, skydd hos Adèle. Det är naturligtvis greven själv och hans följe, men de blir väl mottagna av Adèle som inte anar oråd. Då meddelar Isolier att korsriddarna kommer att vara tillbaka samma kväll. När han hör talas om nunnorna genomskådar han genast sammanhanget och avslöjar det för Adèle. Ory smyger sig in i ett mörkt rum där han börjar kurtisera Adèle, men Isolier ställer sig emellan och tar emot kyssarna som han genast vidarebefordrar till Adèle. Hon har roligt åt situationen. Trumpetfanfarerna anmäler korsfararnas hemkomst, varvid "nunnorna" kommer inrusande och tänder ljuset. Isoliers roll avslöjas. Han hotar med att röja Orys eskapader för hans far, så Ory smiter ut genom en bakdörr med sina män medan de hemvändande hyllas.

## Musiken
Orkestern består av:
- Träblås: två flöjter (två piccolaflöjter), två oboer, två klarinetter, två fagotter
- Bleckblås: fyra valthorn, två trumpeter, tre tromboner
- Slagverk: pukor, bastrumma, cymbal, triangel
- Stråkar

Operan innehåller följande musiknummer:
- Ouvertyr

Akt I
- Nr. 1. Introduktion: "Jouvencelles, venez vite" (Scen 1) 
  - Recitativ
- Nr. 2. Aria (Läraren): "Veiller sans cesse" (Scen 4) 
  - Recitativ
- Nr. 3. Duett (Isolier, Ory): "Une dame de haut parage" (Scen 7) 
  - Marsch och recitativ
- Nr. 4. Aria (Grevinnan): "En proie à la tristesse" (Scen 8) 
  - Recitativ
- Nr. 5. Final I: "Ciel! Ô terreur! ô peine extrême" (Scen 9)

Akt II
- Nr. 6. Introduktion: "Dans ce séjour calme et tranquille" (Scene 1) 
  - Recitativ
- Nr. 7. Duett (Grevinnan, Ory): "Ah! quel respect, Madame" (Scen 3) 
  - Recitativ
- Nr. 8. Riddarkör: "Ah! la bonne folie!" (Scen 4) 
  - Recitativ
- Nr. 9. Aria (Raimbaud): "Dans ce lieu solitaire" (Scen 5) 
  - Recitativ
- Nr. 10. Riddarkör: "Buvons, buvons soudain" (Scen 5) 
  - Recitativ
- Nr. 11. Terzett (Grevinnan, Isolier, greven): "A la faveur de cette nuit obscure" (Scen 10)
- Nr. 12. Final II: "Écoutez ces chants de victoire" (Scen 11)

## Diskografi (urval)
- Le compte Ory. Flórez, Miles, Bonfadelli, Todorovitch, de Liso, Pratico. Bolognas teaterorkester. López-Cobos. DG 477 5020. 2 CD.[2]